# Sarre
O Sarre (em alemão:  Saarland) é um dos 16 estados federados (Länder) da Alemanha, no sudoeste do país. O rio Sarre atravessa sua capital Sarbruque. O estado da Renânia-Palatinado fica a norte e leste; a França (departamento do Mosela) a sul e o Luxemburgo a oeste.

## História
A região, originalmente populada por tribos celtas, passou a fazer parte do Império Romano no século I. O domínio romano durou até o século V, quando os franconianos conquistaram o território e dividiram-no em várias regiões, que, ao longo dos anos, foram adquirindo grande grau de independência.
Durante a Revolução Francesa, em 1792 o Sarre foi conquistado pelos franceses e passou a fazer parte da França, com boa parte das cidades constituindo o Departamento do Sarre e algumas outras o Departamento do Donnersberg. Com a derrota de Napoleão, em 1815, a região foi novamente dividida, desta vez em três partes, pertencentes cada uma à Província Prussiana do Reno, ao Reino da Baviera e ao Ducado de Oldemburgo.
Em 1870, o imperador francês Napoleão III ordenou a invasão da capital do Sarre, Sarbruque, o que deu origem à Guerra Franco-Prussiana. Depois da guerra, o Império Alemão foi fundado, sendo o Sarre parte dele.
Depois da Primeira Guerra Mundial, foi determinado que o Sarre, altamente industrializado, seria governado pela Liga das Nações por um período de 15 anos e suas minas de carvão seriam cedidas à França. Sendo o estado a única parte da Alemanha fora do Terceiro Reich, foi para lá que um número significativo de alemães antinazistas fugiram em 1933, mas isso não impediu que, dois anos depois, ao fim do período sob governo da Liga das Nações, um plebiscito devolvesse o estado à Alemanha. Um dos principais motivos para isso foi o sentimento antifrancês. 90,73% votaram por voltar a fazer parte da Alemanha, 8,86% votaram por manter tudo como estava e apenas 0,4% votaram por ser incorporados pela França.
Após a Segunda Guerra Mundial, o Sarre voltou a ser administrado pela França, agora como um protetorado, o Protetorado de Sarre. Em 1955, um novo referendo foi convocado para determinar se seria dada a independência à região, mas, apesar do apoio do chanceler alemão ocidental Konrad Adenauer, a proposta foi rejeitada. A maioria optou pelo regresso do Sarre à República Federal da Alemanha, o que aconteceria formalmente a 1 de janeiro de 1957.
Nesse meio-tempo, o Sarre competiu nos Jogos Olímpicos de Verão de 1952, em Helsinque (Helsínquia em português europeu), e sua seleção de futebol participou das eliminatórias da Copa do Mundo de 1954, sendo eliminada pela Alemanha Ocidental — mas ficando à frente da Noruega.

## Administração

### Distritos
O Sarre está dividido em seis distritos (Kreise, singular Kreis; ou ainda distritos rurais: Landkreise, singular Landkreis):
| \| Distrito \| Nome em alemão \| Capital \| Placa de veículos \| Área em km² \| \| ------------------------------------ \| --------------------------- \| ------------ \| ----------------- \| ----------- \| \| (1) Distrito Rural de Merzig-Wadern \| Landkreis Merzig-Wadern \| Merzig \| MZG \| 555,12 \| \| (2) Distrito Rural de Neunkirchen \| Landkreis Neunkirchen \| Ottweiler \| NK (anterior OTW) \| 249,21 \| \| (3) Associação Regional de Sarbruque \| Regionalverband Saarbrücken \| Sarbruque \| SB e VK \| 410,62 \| \| (4) Distrito Rural de Sarreluís \| Landkreis Saarlouis \| Sarreluís \| SLS \| 459,08 \| \| (5) Distrito do Sarre-Palatinado1 \| Saarpfalz-Kreis \| Homburgo \| HOM e IGB \| 418,52 \| \| (6) Distrito Rural de Sankt Wendel \| Landkreis Sankt Wendel \| Sankt Wendel \| WND \| 476,09 \| | Distritos rurais no Sarre.                  |              |                   |             |
| 1 Até 9 de julho de 1989 era chamado Sarre-Palatinado (Saar-Pfalz). | amarelo = cidade, amarelo claro = município |              |                   |             |
| Distrito | Nome em alemão                              | Capital      | Placa de veículos | Área em km² |
| (1) Distrito Rural de Merzig-Wadern | Landkreis Merzig-Wadern                     | Merzig       | MZG               | 555,12      |
| (2) Distrito Rural de Neunkirchen | Landkreis Neunkirchen                       | Ottweiler    | NK (anterior OTW) | 249,21      |
| (3) Associação Regional de Sarbruque | Regionalverband Saarbrücken                 | Sarbruque    | SB e VK           | 410,62      |
| (4) Distrito Rural de Sarreluís | Landkreis Saarlouis                         | Sarreluís    | SLS               | 459,08      |
| (5) Distrito do Sarre-Palatinado1 | Saarpfalz-Kreis                             | Homburgo     | HOM e IGB         | 418,52      |
| (6) Distrito Rural de Sankt Wendel | Landkreis Sankt Wendel                      | Sankt Wendel | WND               | 476,09      |

### Cidades e municípios por distrito
| Merzig-Wadern                                                                  | Sarre-Palatinado (Saarpfalz)                                                                      | Neunkirchen                                                                                        | Sarreluís (Saarlouis) | Sankt Wendel                                                                                | Sarbruque (Saarbrücken) |
| ------------------------------------------------------------------------------ | ------------------------------------------------------------------------------------------------- | -------------------------------------------------------------------------------------------------- | --- | ------------------------------------------------------------------------------------------- | --- |
| - Merzig - Wadern - Beckingen - Losheim am See - Mettlach - Perl - Weiskirchen | - Homburgo (Homburgo) - Blieskastel - Kirkel - Gersheim - Bexbach - Sankt Ingbert - Mandelbachtal | - Neunkirchen - Ottweiler - Eppelborn - Illingen - Merchweiler - Schiffweiler - Spiesen-Elversberg | - Sarreluís (Saarlouis) - Lebach - Dillingen - Bous - Ensdorf - Nalbach - Rehlingen-Siersburg - Saarwellingen - Schmelz - Schwalbach - Überherrn - Wadgassen - Wallerfangen | - Sankt Wendel - Freisen - Marpingen - Namborn - Nohfelden - Nonnweiler - Oberthal - Tholey | - Sarbruque (Saarbrücken) - Friedrichsthal - Püttlingen - Sulzbach - Völklingen - Großrosseln - Heusweiler - Kleinblittersdorf - Quierschied - Riegelsberg |

As cidades estão em negrito

## Religião
| Distribuição religiosa do Sarre | Distribuição religiosa do Sarre | Distribuição religiosa do Sarre | Distribuição religiosa do Sarre | Distribuição religiosa do Sarre |
| ------------------------------- | ------------------------------- | ------------------------------- | ------------------------------- | ------------------------------- |
| religião                        |                                 |                                 | porcentagem                     |                                 |
| católica                        | católica                        |                                 | 65,1%                           | 65,1%                           |
| protestante alemã               | protestante alemã               |                                 | 19,6%                           | 19,6%                           |
| Outra ou nenhuma                | Outra ou nenhuma                |                                 | 15,4%                           | 15,4%                           |

Igreja Católica 65,1 %, Igreja Evangélica da Alemanha 19,6 %.

## Lista de chefes de governo do Sarre
- 1920-1935: presidente da Comissão de Governos da Liga das Nações;
- 1935-1945: comissariados federal;
- 1945-1946: presidente administrativo;
- 1946-1947: presidente na Comissão Administrativa;
- de 1947 em diante: presidentes ministros.

1. 1920 - 1926: Victor Rault (França)
2. 1926 - 1927: George Washington Stephens (Canadá)
3. 1927 - 1932: Sir Ernest Colville Collins Wilton (Reino Unido)
4. 1932 - 1935: Geoffrey George Knox (Reino Unido)
5. 1935 - 1944: Josef Bürckel (NSDAP)
6. 1944 - 1945: Willi Stöhr (NSDAP)
7. 1945 - 1946: Hans Neureuther
8. 1946 - 1947: Erwin Müller
9. 1947 - 1955: Johannes Hoffmann (CVP)
10. 1955 - 1956: Heinrich Welsch (sem partido)
11. 1956 - 1957: Hubert Ney (CDU)
12. 1957 - 1959: Egon Reinert (CDU)
13. 1959 - 1979: Franz Josef Röder (CDU)
14. 1979 - 1985: Werner Zeyer (CDU)
15. 1985 - 1998: Oskar Lafontaine (SPD)
16. 1998 - 1999: Reinhard Klimmt (SPD)
17. 1999 - 2011: Peter Müller (CDU)
18. 2011 - : Annegret Kramp-Karrenbauer (CDU)